# Gobion Fawr
Gobion Fawr är en community i Storbritannien. Den ligger i kommunen Monmouthshire och riksdelen Wales, i den södra delen av landet, 200 km väster om huvudstaden London.
Communityn hette fram till 4 maj 2022 Llanover efter en av byarna i communityn.